# Vittjärnen (Attmars socken, Medelpad)
Vittjärnen är en sjö i Sundsvalls kommun i Medelpad och ingår i Ljungans huvudavrinningsområde. Sjön har en area på 0,0636 kvadratkilometer och ligger 148,9 meter över havet. Sjön avvattnas av vattendraget Bysjöån.

## Delavrinningsområde
Vittjärnen ingår i det delavrinningsområde (690138-156187) som SMHI kallar för Ovan 690105-156259. Medelhöjden är 148 meter över havet och ytan är 0,44 kvadratkilometer. Det finns inga avrinningsområden uppströms utan avrinningsområdet är högsta punkten. Bysjöån som avvattnar avrinningsområdet har biflödesordning 3, vilket innebär att vattnet flödar genom totalt 3 vattendrag innan det når havet efter 45 kilometer. Avrinningsområdet består mestadels av skog (85 procent). Avrinningsområdet har 0,06 kvadratkilometer vattenytor vilket ger det en sjöprocent på 14,8 procent.